# ヴァルツィ
ヴァルツィ（伊: Varzi）は、イタリア共和国ロンバルディア州パヴィーア県にある、人口約3,100人の基礎自治体（コムーネ）。

## 地理

### 位置・広がり

#### 隣接コムーネ
隣接するコムーネは以下の通り。括弧内のALはアレッサンドリア県所属を示す。
- バニャーリア
- コッリ・ヴェルディ (ヴァルヴェルデ)
- ファッブリカ・クローネ (AL)
- グレミアスコ (AL)
- メンコーニコ
- ポンテ・ニッツァ
- ロマニェーゼ
- サンタ・マルゲリータ・ディ・スタッフォラ
- ヴァル・ディ・ニッツァ
- ザヴァッタレッロ

### 気候分類・地震分類
気候分類では、zona E, 2903 GGに分類される。
また、イタリアの地震リスク階級 (it) では、zona 3 (sismicità bassa) に分類される
。

## 行政

### 分離集落
ヴァルツィには、以下の分離集落（フラツィオーネ）がある。
- Bognassi, Bosmenso, Braia di Cella, Caposelva, Carro, Casa Bertella, Casa Cabano, Casa Fiori, Castellaro, Cella, Dego, Fontana di Nivione, Monteforte, Nivione, Pietragavina, Rosara, Sagliano Crenna, San Martino, San Michele di Nivione, Santa Cristina